# Seki Sano
Seki Sano (佐野 碩 Sano Seki?) (14 de enero de 1905, Tientsin, concesión japonesa en China - 28 de septiembre de 1966, Ciudad de México) fue un actor, director de teatro y coreógrafo japonés. Con su obra contribuyó a dar forma al teatro japonés moderno y más tarde, en México, donde sería llamado «padre del teatro de México». Influyó sobre muchos directores y actores de México y de otros países latinoamericanos. También intervino como activista político de orientación marxista, siendo el autor de la traducción al japonés de la letra de La Internacional.[cita requerida]

## Biografía

### Etapa japonesa
Seki Sano era hijo de un médico de Tokio, nieto de Gotō Shimpei, y por lo tanto miembro de una minoría privilegiada de Japón. Estudió la Escuela Primaria Gyoosee de la misión francesa marista y en la escuela secundaria Kaisee, un centro bilingüe inglés. En 1922 ingresó en la Escuela Superior de Urawa y se inició en el teatro. En 1923, fundó junto a otros estudiantes una asociación de estudios de teatro, la Asociación de  Estudios Teatrales. Cuando ocurrió el gran terremoto de Kantō, participó como voluntario ayudando en Tokio a la recuperación de los heridos.
Continuó su formación, asistiendo a cursos de educación teatral integral en el Teatro de Tsukidy. En 1925, ingresó en la Facultad de Derecho de la Universidad Imperial de Tokio. Con los alumnos de Urawa, fundó el Teatro MNZ y acogieron el método de Vsévolod Meyerhold. Su ideología se decanta cada vez más hacia el marxismo-leninismo, orientado por sus compañeros y, sobre todo, por el pensamiento marxista de su tío Manabu Sano. El apoyo a la huelga de la imprenta Kyodo fue su primera actividad política. Mientras tanto, su teatro entró claramente en la vanguardia, dando lugar al llamado «teatro de izquierdas», que dirigiría hasta 1931. Visitó diversas ciudades con su grupo teatral y actuó regularmente en el Teatro de Tsukiji. Su grupo interpretaba especialmente obras de teatro libre estadounidense y europeo, la mayoría de ellas de escritores políticos de izquierda. Trabajó como director de teatro y fue dirigente del movimiento teatral proletario, la Asociación Japonesa de Teatro Proletario (PROT). En mayo de 1930 agentes de la Kenpeitai lo detuvieron junto a otros muchos activistas, acusado de cooperación económica con el Partido Comunista; Sano sería liberado bajo la condición de salir del país.

### Primer exilio
Tras su destierro de Japón, viajó por los Estados Unidos, Inglaterra, Francia y Alemania. Su estancia en Europa lo comprometió aún más en el ámbito del teatro y el cine políticos en la lucha contra el nazismo. Después de una breve estancia en Nueva York, donde fue profesor de teatro, mantuvo su actividad política contra el nacionalsocialismo mientras también apoyaba la guerra de China contra Japón. Tras pasar por otras ciudades europeas, llegó a Berlín, Alemania, donde fue nombrado representante japonés de la Organización Internacional de Teatro Revolucionario (IOTR). En 1931, la oficina de IOTR se trasladó a Moscú, donde Sano recibió formación teatral y colaboró con Stanislavsky y Meyerhold, de quien fue asistente entre enero de 1934 y junio de 1937. Sano trabajaba como director de teatro y participó en la organización de la Olimpiada de Teatro Obrero Campesino de 1933.
Después de los cambios políticos acaecidos en la Unión Soviética y a pesar de simpatizar con el comunismo, en agosto de 1937, durante el gobierno de Stalin, Sano fue clasificado junto a su colega Hijikata Yoshi como «japonés peligroso» y fue deportado. Sano debió salir de la URSS y abandonar a su esposa e hijos. Pasó por Francia y emigró a Estados Unidos, donde tuvo problemas para ingresar, y fue recluido en la isla de Ellis, un campo especial para inmigrantes japoneses, italianos y alemanes.

### Etapa mexicana
Finalmente, en agosto de 1939, tras la intervención del presidente Lázaro Cárdenas del Río, encontró asilo político en México, donde vivió libremente y trabajó desde la Segunda Guerra Mundial hasta su muerte, excepto el breve paréntesis de su estancia en Colombia.[cita requerida]
En México, continuó sus labores de enseñanza y creación teatrales. Fundó la Escuela de Artes Dramáticas, con lo que influyó de modo relevante en muchos actores de la época. También dirigió obras en el Teatro de Artes, un proyecto de su inspiración.[cita requerida]

#### Breve etapa en Colombia
En 1955, Seki Sano era considerado uno de los cinco primeros maestros de teatro occidental, razón por la que fue contratado para encargarse de la preparación de actores para la recién creada televisión colombiana. Enseguida organizó la Escuela de Artes Escénicas, dependiente del organismo televisivo, para la formación de los actores de televisión y teatro, según una técnica dramática moderna. 
Bernardo Romero Lozano, encargado del teleteatro, y Víctor Mallarino Botero, que dirigía la ENAD (Escuela Nacional de Arte Dramático), vieron en Seki Sano una competencia y organizaron una estrategia para sacarlo del país, argumentando que realizaba labores de proselitismo marxista. Esta era una acusación grave, pues Colombia estaba gobernada en esa época por el general Gustavo Rojas Pinilla, quien había implantado la censura. Tres meses después (de los seis meses previstos), Sano fue deportado de Colombia por comunista (y según una fuente, por razones presupuestales) y volvió de nuevo a México.
Como parte de su legado en Colombia, la sede de la Corporación Colombiana de Teatro en el centro de Bogotá lleva su nombre.

## El método de actuación de Seki Sano
Su método de entrenamiento para actores en el Teatro de las Artes parte de las teorías de Konstantín Stanislavski y Meyerhold, y está basado en una gran formación cultural del artista. Las claves de su método son:
- Ejercicios elementales para la actuación

Concentración de los nervios y los sentidos. Libertad muscular.
Justificación de la verdad escénica
Seriedad escénica (actitud en el escenario)
Sentido de memoria (memoria evocadora)
Improvisación
Pantomima
Pequeñas tareas en la actuación: ::pequeños bosquejos en escena
Interrelación con los actores
Entrenamiento de la voz
Emisión, enunciación, dicción, pronunciación y fraseo teatral
- Entrenamiento del cuerpo

Gimnasia, rítmica, ejercicios técnicos y biomecánica